# U-27 (tàu ngầm Đức) (1936)
U-27 là một tàu ngầm tấn công  Lớp Type VII thuộc phân lớp Type VIIA được Hải quân Đức Quốc Xã chế tạo trước Chiến tranh Thế giới thứ hai. Nhập biên chế năm 1936, nó chỉ thực hiện được một chuyến tuần tra duy nhất trong chiến tranh, đánh chìm được hai tàu đánh cá với tổng tải trọng 624 GRT, trước khi bị các tàu khu trục Anh đánh chìm tại vùng biển phía Tây Scotland vào ngày 20 tháng 9, 1939.

## Thiết kế và chế tạo

### Thiết kế
Tàu ngầm Type VII được thiết kế căn bản dựa trên những kiểu tàu ngầm của Đế quốc Đức thời Chiến tranh Thế giới thứ nhất. Chúng có trọng lượng choán nước 626 t (616 tấn Anh) khi nổi và 745 t (733 tấn Anh) khi lặn), con tàu có chiều dài chung 64,51 m (211 ft 8 in), lớp vỏ trong chịu áp lực dài 45,50 m (149 ft 3 in), mạn tàu rộng 5,58 m (18 ft 4 in), chiều cao 9,50 m (31 ft 2 in) và mớn nước 4,37 m (14 ft 4 in).
Chúng trang bị hai động cơ diesel MAN M 6 V 40/46 6-xy lanh 4 thì, tổng công suất 2.100–2.310 PS (1.540–1.700 kW; 2.070–2.280 bhp) ở tốc độ vòng quay 470-485 vòng mỗi phút, cho phép đạt tốc độ tối đa 17 kn (31 km/h), và tầm hoạt động tối đa 6.200 nmi (11.500 km) khi đi tốc độ đường trường 10 kn (19 km/h). Khi đi ngầm dưới nước, chúng sử dụng hai động cơ/máy phát điện Brown, Boveri & Cie GG UB 720/8 tổng công suất 750 PS (550 kW; 740 shp). Tốc độ tối đa khi lặn là 8 kn (15 km/h), và tầm hoạt động 95 nmi (176 km) ở tốc độ 4 kn (7,4 km/h).
Vũ khí trang bị có năm ống phóng ngư lôi 53,3 cm (21 in), bao gồm bốn ống trước mũi và một ống phía đuôi, và mang theo tổng cộng 11 quả ngư lôi, hoặc tối đa 22 quả thủy lôi TMA, hoặc 33 quả TMB. Tàu ngầm Type VIIA bố trí một hải pháo 8,8 cm SK C/35 cùng một pháo phòng không 2 cm (0,79 in) trên boong tàu. Thủy thủ đoàn bao gồm 4 sĩ quan và 40-56 thủy thủ.

### Chế tạo
U-27 được đặt hàng vào ngày 1 tháng 4, 1935, rõ ràng là một vi phạm Hiệp ước Versailles do điều khoản cấm Đức sở hữu tàu ngầm. Nó được đặt lườn tại xưởng tàu của hãng AG Weser tại Bremen vào ngày 11 tháng 11, 1935, hạ thủy vào ngày 24 tháng 6, 1936. Nó là tàu ngầm Type VIIA thứ hai được hoàn tất, sau chiếc U-33 vài tháng, và nhập biên chế cùng Hải quân Đức Quốc Xã vào ngày 12 tháng 8, 1936 dưới quyền chỉ huy của Hạm trưởng, Thiếu tá Hải quân Hans Ibbeken.

## Lịch sử hoạt động

### Chuyến tuần tra duy nhất
U-27 chỉ có một quãng đời hoạt động ngắn ngủi, thực hiện được một chuyến tuần tra và đánh chìm hai tàu đối phương trước khi bị đánh chìm. Nó rời Wilhelmshaven vào ngày 23 tháng 8, 1939 cho chuyến tuần tra duy nhất, đi dọc bờ biển các nước Bỉ và Hà Lan trung lập trước khi băng qua eo biển Manche để tiến vào Đại Tây Dương ngoài khơi bờ biển Ireland. Tại đây nó đánh chìm hai tàu đánh cá Anh: chiếc Davara (291 tấn) bị tấn công bằng hải pháo lúc 02 giờ 55 phút ngày 13 tháng 9 ở vị trí cách 21 nmi (39 km) về phía Tây Bắc đảo Tory, và đã đắm tại tọa độ 55°36′B 8°25′T / 55,6°B 8,417°T; 12 người sống sót được chiếc tàu buôn Willowpool cứu vớt.

### Bị mất
Các tàu khu trục Anh HMS Fortune, HMS Forester và HMS Faulknor, vốn đã đánh chìm tàu ngầm U-39 sáu ngày trước đó, đã cùng phối hợp truy tìm và đánh chìm tàu ngầm đã tấn công các tàu đánh cá. Vào ngày 20 tháng 9, ba quả ngư lôi đã được phóng hướng về các tàu khu trục, nhưng chúng bị kích nổ sớm và không gây ra hư hại gì. Các tàu khu trục phản công với nhiều loạt mìn sâu được thả xuống, một quả gây hư hại nặng cho U-27 buộc nó phải trồi lên mặt nước. Faulknor đổi hướng với ý định húc vào chiếc tàu ngầm, nhưng nó dừng lại khi U-27 đầu hàng. Toàn bộ 39 thành viên thủy thủ đoàn đều sống sót và bị bắt làm tù binh. U-27 trở thành tàu ngầm Đức thứ hai bị mất trong Thế Chiến II, sau chiếc U-39 bị đánh chìm vào ngày 14 tháng 9.

### Tóm tắt chiến công
U-27 đã đánh chìm hai tàu buôn đối phương với tổng tải trọng 624 gross register tons (GRT):
| Ngày             | Tên tàu         | Quốc tịch      | Tải trọng | Số phận      |
| ---------------- | --------------- | -------------- | --------- | ------------ |
| 13 tháng 9, 1939 | Davara          | United Kingdom | 291       | Bị đánh chìm |
| 16 tháng 9, 1939 | Rudyard Kipling | United Kingdom | 333       | Bị đánh chìm |